# Rejet d'appel anonyme
Le rejet d'appel anonyme est la possibilité offerte sur un réseau de télécommunications pour une personne de rejeter les appels des correspondants ayant masqué leur numéro. L'appelant dont le numéro est caché est généralement averti par un message automatique indiquant le refus d'appel anonyme. L'appelant peut renouveler l'appel en désactivant sa restriction de présentation d'identité.
Cette fonctionnalité existe à la fois dans les systèmes téléphoniques Nord-Américain NANP et aussi dans les systèmes téléphoniques européens. Elle est référencée par la directive du 12 juillet 2002 sur la protection de la vie privée dans le secteur des communications électroniques.
Le rejet d'appel anonyme n'est pas disponible sur tous les réseaux. Il est ainsi non disponible sur la majorité des opérateurs mobiles français tels que Orange, SFR. En revanche, cette fonctionnalité est disponible chez Free Mobile.